# Kirkbymoorside
Kirkbymoorside är en stad och en civil parish i Storbritannien. Den ligger i grevskapet North Yorkshire och riksdelen England, i den centrala delen av landet, 300 km norr om huvudstaden London. Orten har 3 040 invånare (2011).
Kustklimat råder i trakten. Årsmedeltemperaturen i trakten är 7 °C. Den varmaste månaden är augusti, då medeltemperaturen är 15 °C, och den kallaste är december, med −1 °C.